# Lilith (roman)
Pour les articles homonymes, voir Lilith (homonymie).
Lilith (Lilith: A Romance) est un roman fantastique de l'écrivain écossais George MacDonald, publié pour la première fois en 1895.
Lilith est considérée comme l'une des œuvres les plus sombres de MacDonald et parmi les plus profondes. C'est une histoire concernant la nature de la vie, de la mort et du salut. Dans l'histoire, MacDonald mentionne un sommeil cosmique qui guérit les âmes torturées, précédant le salut de tous. MacDonald est un chrétien universaliste, croyant que tous finiront par être sauvés. Cependant, dans cette histoire, la punition divine n'est pas prise à la légère et le salut est durement gagné.

## Synopsis
M. Vane, le protagoniste, possède une bibliothèque qui semble être hantée par l'ancien bibliothécaire. Après avoir finalement rencontré le supposé fantôme, le mystérieux M. Raven, Vane apprend que celui-ci a connu son père. En effet, le père de Vane a visité l'étrange univers parallèle d'où Raven va et vient et où il réside maintenant. Vane suit Raven dans ce monde surprenant à travers un miroir (ce royaume symbolique est décrit comme « la région des sept dimensions », un terme emprunté à Jacob Boehme).

## Réception critique
James Blish a classé Lilith comme « l'un des grands originaux », affirmant que son « allégorie est loin d'être envahissante et que l'histoire proprement dite est à la fois tendue et résolument étrange ». E. F. Bleiler (en) l'a décrit comme « un long récit parabolique fortement chargé de symbolisme chrétien victorien » et a noté que l'opinion critique du roman était fortement divisée : « Certains critiques le considèrent hautement pour ses belles images et ses éclairs verbaux », tandis que d'autres le considèrent comme un travail des plus désagréable avec un message dérangeant. Neil Barron (en) a soutenu que Lilith « a des parallèles avec Phantastes (1858) et montre la légère influence de Carroll, mais c'est de loin le produit le plus étrange de la fantasy victorienne. C'est le parent évident d’Un voyage en Arcturus de Lindsay (1920) et a fasciné C. S. Lewis. En tant qu'allégorie du christianisme hétérodoxe, il a une relation intéressante avec les œuvres de T. F. Powys ».

## Publications francophones
L'ouvrage est publié pour la première fois en français en 2007 chez Michel Houdiard Éditeur :
- George MacDonald (trad. Françoise Dupeyron-Lafay), Lilith. Récit merveilleux [« Lilith: a Romance »], Michel Houdiard Éditeur, coll. « Littérature anglaise », octobre 2007, 356 p. (ISBN 978-2-912673-57-2)[4]